# Bussy-lès-Daours
Bussy-lès-Daours és un municipi francès situat al departament del Somme i a la regió dels Alts de França. L'any 2007 tenia 331 habitants.

## Demografia

### Població

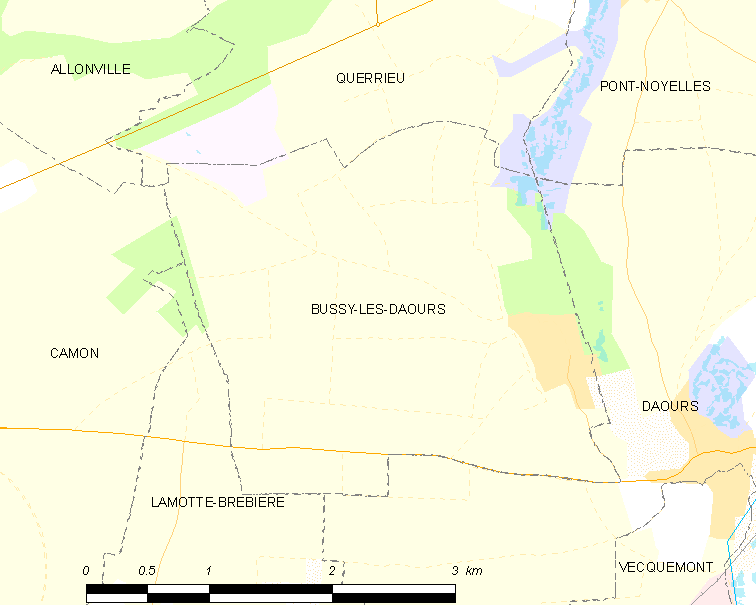
mapa del municipi

El 2007 la població de fet de Bussy-lès-Daours era de 331 persones. Hi havia 128 famílies de les quals 20 eren unipersonals (12 homes vivint sols i 8 dones vivint soles), 36 parelles sense fills, 52 parelles amb fills i 20 famílies monoparentals amb fills.
La població ha evolucionat segons el següent gràfic:
Habitants censats

### Habitatges
El 2007 hi havia 139 habitatges, 127 eren l'habitatge principal de la família, 7 eren segones residències i 5 estaven desocupats. 136 eren cases i 1 era un apartament. Dels 127 habitatges principals, 109 estaven ocupats pels seus propietaris, 15 estaven llogats i ocupats pels llogaters i 3 estaven cedits a títol gratuït; 2 tenien una cambra, 3 en tenien dues, 14 en tenien tres, 11 en tenien quatre i 97 en tenien cinc o més. 98 habitatges disposaven pel capbaix d'una plaça de pàrquing. A 38 habitatges hi havia un automòbil i a 84 n'hi havia dos o més.

### Piràmide de població
La piràmide de població per edats i sexe el 2009 era:
| Homes | Edats   | Dones |
| ----- | ------- | ----- |
| 0     | 95 o +  | 0     |
| 0     | 90 a 94 | 0     |
| 8     | 85 a 89 | 0     |
| 4     | 80 a 84 | 4     |
| 8     | 75 a 79 | 4     |
| 0     | 70 a 74 | 4     |
| 0     | 65 a 69 | 4     |
| 8     | 60 a 64 | 0     |
| 8     | 55 a 59 | 20    |
| 16    | 50 a 54 | 20    |
| 8     | 45 a 49 | 4     |
| 36    | 40 a 44 | 24    |
| 0     | 35 a 39 | 12    |
| 4     | 30 a 34 | 8     |
| 4     | 25 a 29 | 0     |
| 16    | 20 a 24 | 12    |
| 12    | 15 a 19 | 12    |
| 16    | 10 a 14 | 12    |
| 8     | 5 a 9   | 4     |
| 4     | 0 a 4   | 0     |

## Economia
El 2007 la població en edat de treballar era de 234 persones, 159 eren actives i 75 eren inactives. De les 159 persones actives 149 estaven ocupades (75 homes i 74 dones) i 10 estaven aturades (3 homes i 7 dones). De les 75 persones inactives 37 estaven jubilades, 23 estaven estudiant i 15 estaven classificades com a «altres inactius».

### Ingressos
El 2009 a Bussy-lès-Daours hi havia 127 unitats fiscals que integraven 330 persones, la mediana anual d'ingressos fiscals per persona era de 23.894 €.

### Activitats econòmiques
Dels 8 establiments que hi havia el 2007, 1 era d'una empresa de comerç i reparació d'automòbils, 5 d'empreses immobiliàries i 2 d'empreses de serveis.
L'únic servei als particulars que hi havia el 2009 era un taller de reparació d'automòbils i de material agrícola.
L'any 2000 a Bussy-lès-Daours hi havia 11 explotacions agrícoles que ocupaven un total de 196 hectàrees.

## Poblacions més properes
El següent diagrama mostra les poblacions més properes.